# 溫哥華島大學
溫哥華島大學（英語：Vancouver Island University）是加拿大卑詩省溫哥華島一所公立大學，主校園位於乃磨地區乃磨市，並於鄧肯、跑華河和帕克斯維爾設有衛星校園。

## 历史
大學的前身為馬拉斯皮納學院（Malaspina College），於1969年成立，以迎合溫哥華島居民對專上教育的訴求。學院於1989年升格為馬拉斯皮納大學院（Malaspina University-College），獲授權聯同維多利亞大學提供學位課程。此校於1997年獲授權自行提供學位課程和頒發學位，再於2008年獲卑詩省政府批准升格成溫哥華島大學。

## 排名及聲譽
溫哥華島大學在2025年QS世界大學排名位列全球1201-1400名。

## 画廊

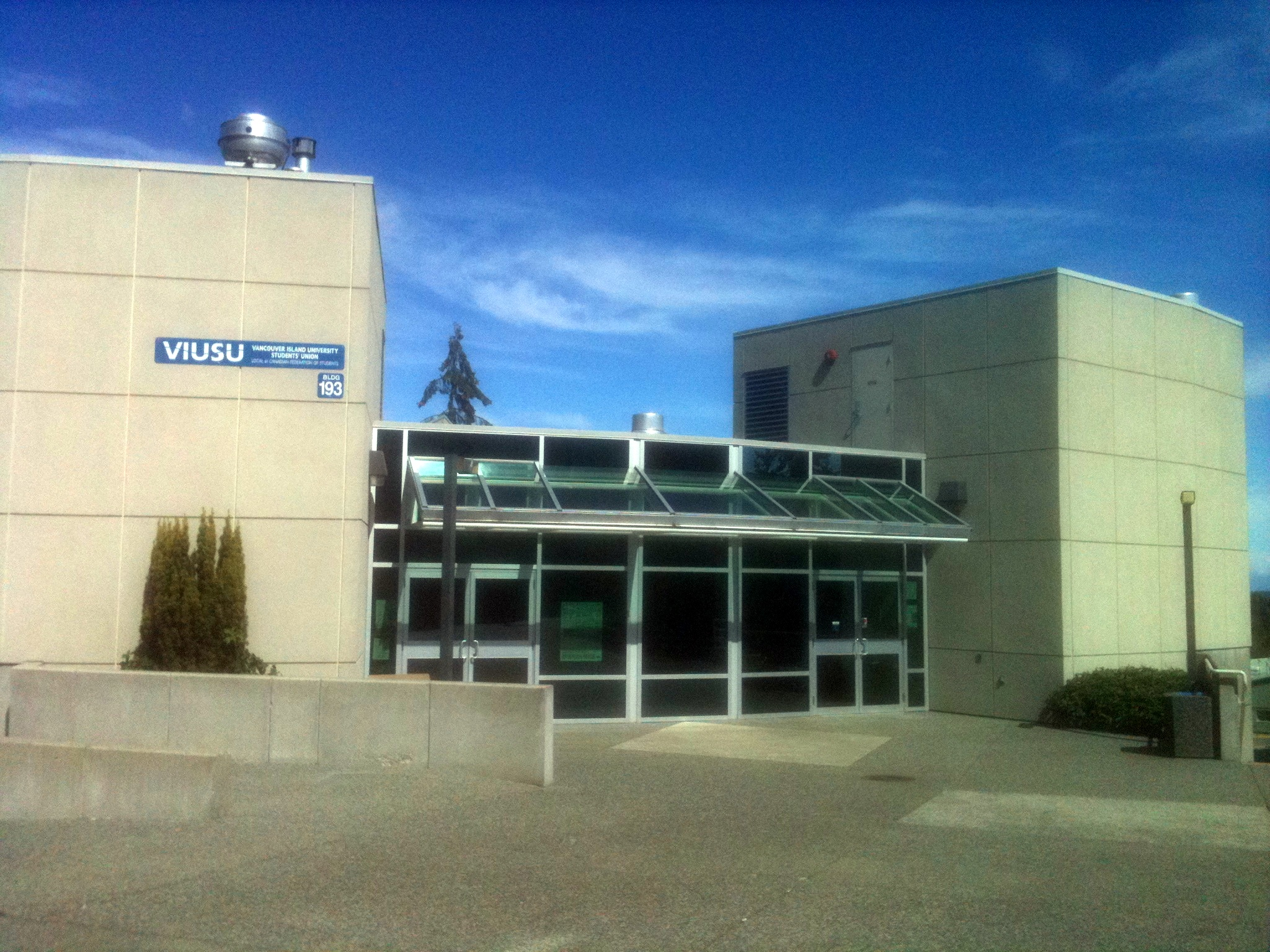
温哥华岛大学学生会大楼
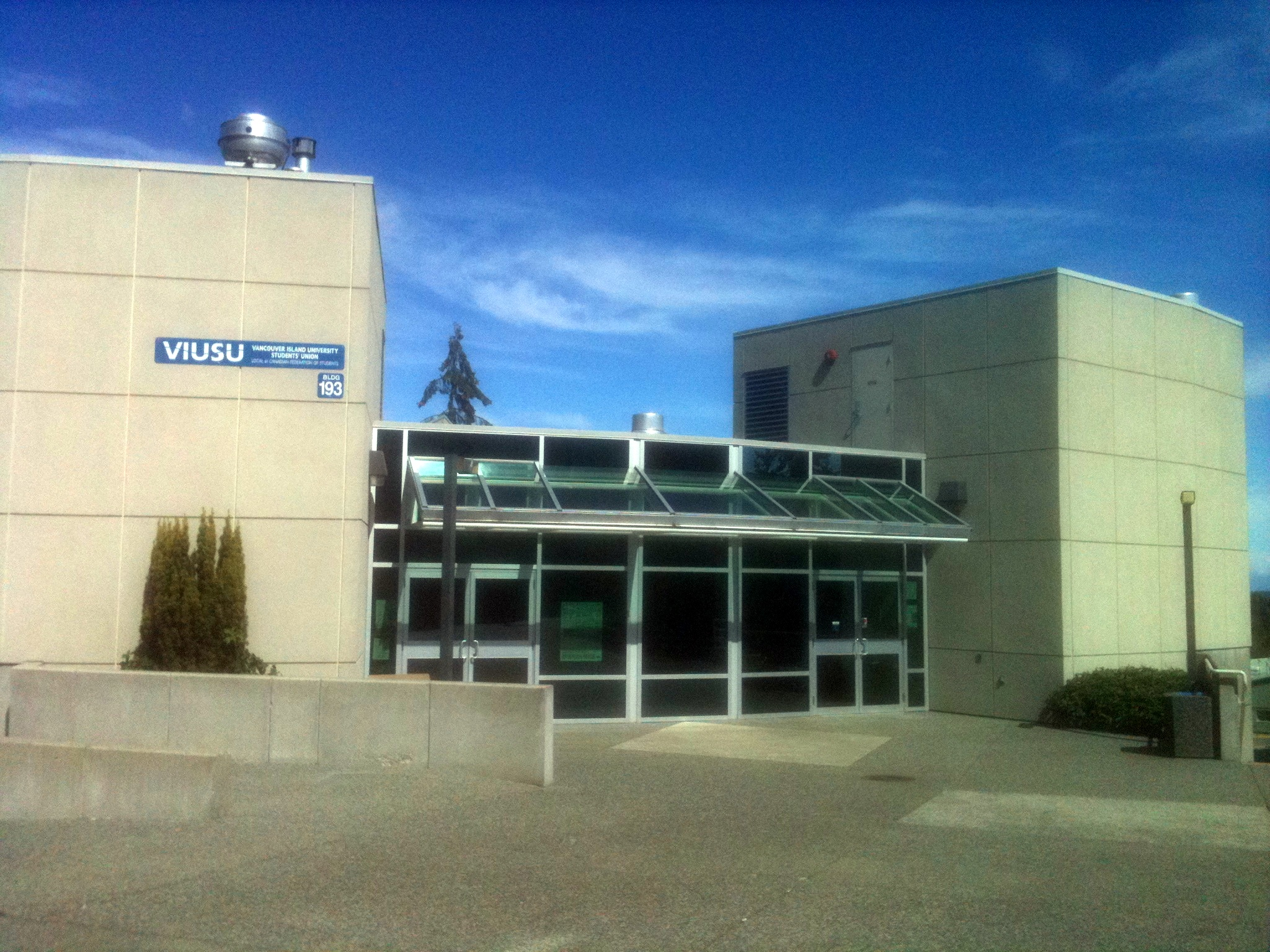
温哥华岛大学学生会大楼
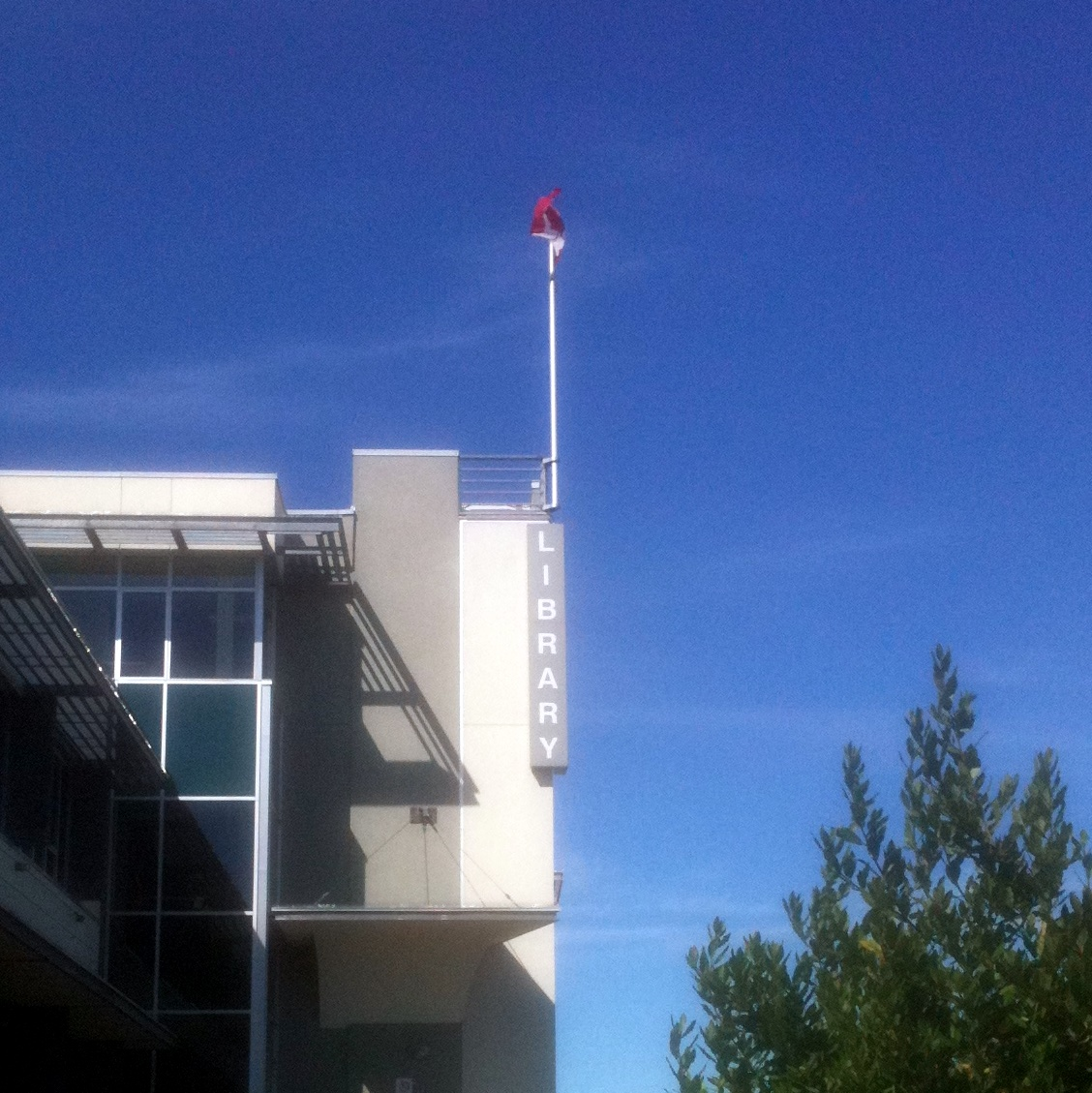
温哥华岛大学
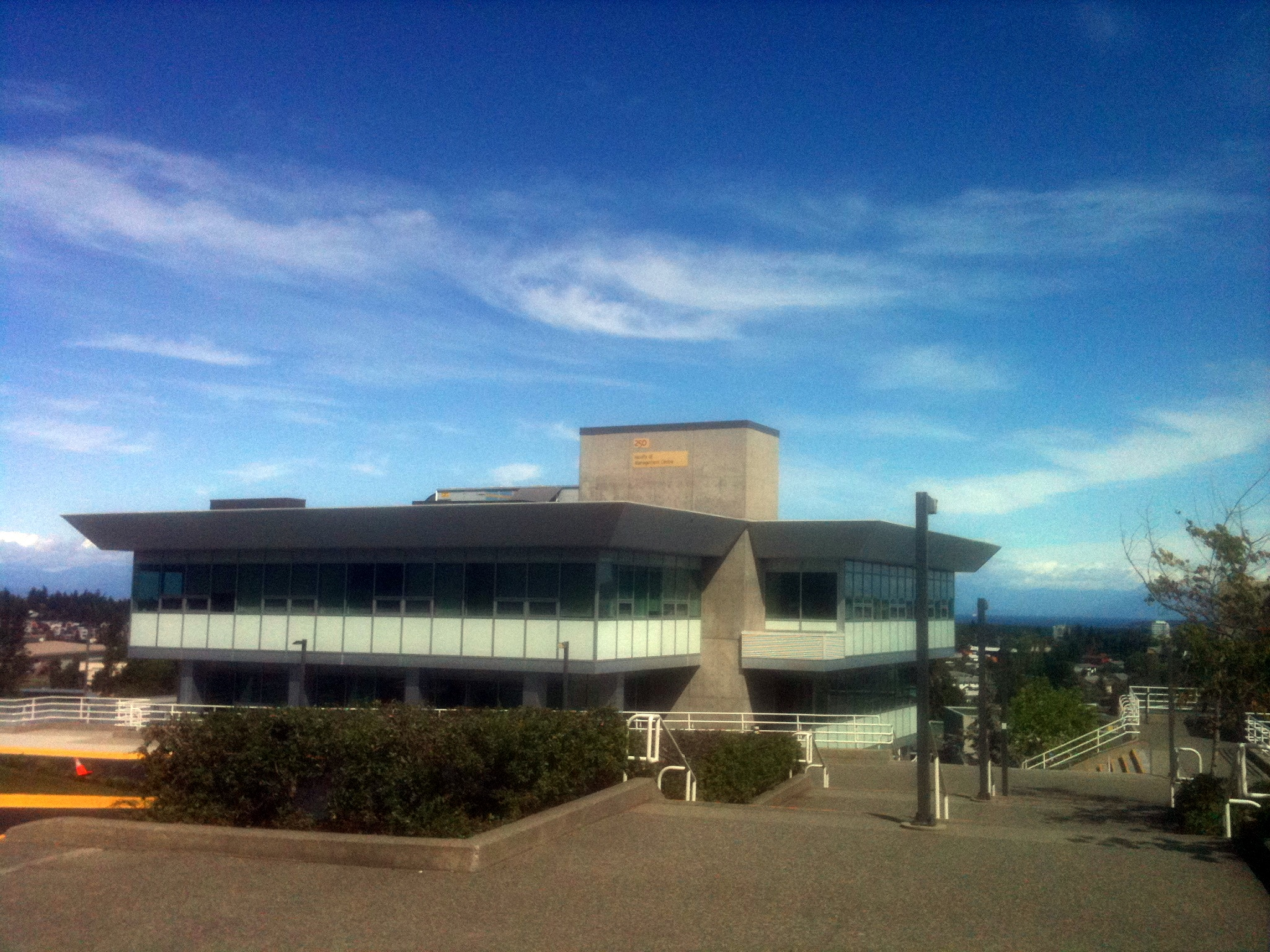
温哥华岛大学管理学院